# Before Me
Before Me ist ein Pop-Jazz-Album von Gladys Knight, das im Jahr 2006 bei Verve veröffentlicht wurde.

## Hintergrund
Gladys Knight, die auf eine lange Karriere als Soul-Sängerin zurückblickte, nahm 2006 im Alter von 62 Jahren zum ersten Mal ein Album mit Balladen und Jazzstandards auf, die sie während ihrer Karriere beeinflusst hatten. Das Album kann als eine Hommage an ihre musikalischen Vorbilder gesehen werden. Die Standards werden von Knight auf hohem gesanglichem Niveau und durch bekannte Jazz-Musiker wie Joe Sample und Roy Hargrove auf hohem musikalischem Niveau interpretiert.

## Rezeption
Rob Theakston schrieb bei Allmusic: [Before me] ist wunderbar entspannend, stilvoll und angenehm, ohne vokale Theatralik, ein weiteres wichtiges Kapitel und Höhepunkt in einer Karriere, die voll von ihnen ist.
Samuel Chell schrieb bei allaboutjazz: Gladys Knight hat eine exzellente Stimme (und nicht nur "für ihr Alter"), und tauscht einiges von ihrer üblichen Erdverbundenheit gegen einen geschmeidigeren, temperamentvolleren, glänzenderen Ton. Gewiß, wenn Energie und Begeisterung, Aufrichtigkeit und reichlich guter Willen viel wert sind, verdient sie gute Noten für ihre eindrucksvolle, unbändige Leistung auf diese Sammlung von unverwüstlichen Standards.

## Weitere mitwirkende Musiker
- Sopransaxophon, Flöte: Charlie Pillow
- Altsaxophon: Steve Wilson
- Altsaxophon, Altflöte: Jeff Clayton
- Altsaxophon, Flöte: Charles Owens – Dave Mann
- Tenorsaxophon: Keith Fiddmont – Rickey Woodard
- Baritonsaxophon, Bassklarinette: Lee Callet
- Trompete, Flügelhorn: Bijon Watson – Brian Schwartz – Gilbert Castellanos – James Ford – Jeff Kievit – Kyle Palmer – Sal Cracchiolo – Tony Kadleck
- Posaune: Bill Reichenbach junior – George Flynn – Ira Nepus – Jacques Voyemant – Jim Pugh – Maurice Spears – Ryan Parker
- Schlagzeug: Jeff Hamilton – Mark McLean
- Perkussion: Joe Porcaro
- Klavier: Billy Childs – Tamir Hendelman
- Gitarre: Jeffrey Mironov
- Geige: Armen Garabedian – Berj Garabedian – Joel Derouin – Mari Tsumura – Mario De Leon – Michell Richards – Peter Kent – Ron Clark – Sid Page – Yvette Devereauz
- Cello: Larry Corbett – Dan Smith – Rudy Stein – Eugene Moye – Mark Shuman – Richard Locker
- Bratsche: Carrie Holzman-Little – Crystal Garner – Denyse Buffum – Evan Wilson – Matt Funes – Roland Kato – Sarah Adams – Desiree Elsevier – Vincent Lioni
- Bass: Christoph Luty – David Finck – Gail Kruvand Moye – John Clayton – Larry Glazener

## Titelliste
1. Do Nothing till You Hear from Me (Ellington, Russell) – 3:56
2. The Man I Love (Gershwin, Gershwin) – 4:22
3. Good Morning Heartache (Drake, Fisher, Higginbotham) – 4:25
4. Since I Fell for You (Johnson) – 3:51
5. God Bless the Child (Herzog, Holiday) – 4:55
6. This Bitter Earth (Otis) – 4:06
7. I Got It Bad (And That Ain't Good) (Ellington, Webster) – 4:24
8. Someone to Watch over Me (Gershwin, Gershwin) – 4:54
9. But Not for Me (Gershwin, Gershwin) – 4:00
10. I’ll Be Seeing You (Fain, Kahal) – 3:58
11. Stormy Weather (Arlen, Koehler) – 4:26
12. Come Sunday (Ellington) – 5:34